# دارين توبي
دارين توبي (بالإنجليزية: Darren Toby)‏ (18 يناير 1982 - ) هو لاعب كرة قدم أمريكي في مركز الوسط. لعب مع Charlotte Eagles ‏ وVSI Tampa Bay FC ‏ وUtica City FC ‏.

## وصلات خارجية
- دارين توبي على موقع قاعدة بيانات كرة القدم.إي يو (الإنجليزية)